# Šárka Sudová
Šárka Sudová (* 23. Januar 1986 in Jablonec nad Nisou) ist eine ehemalige tschechische Freestyle-Skierin. Sie war auf die Disziplinen Moguls und Dual Moguls (Buckelpiste) spezialisiert.

## Werdegang
Sudová, die für den Dukla Liberec startete, nahm im März 2001 in Špindlerův Mlýn erstmals am Europacup und im Dezember 2003 in Madonna di Campiglio am Freestyle-Skiing-Weltcup teil, wobei sie den 33. Platz im Moguls errang. In den folgenden Jahren belegte sie bei den Weltmeisterschaften 2005 in Ruka den 27. Platz im Moguls sowie den 17. Rang im Dual Moguls und bei den Olympischen Winterspielen 2006 in Turin den 26. Platz im Moguls. Zudem wurde sie im März 2006 tschechische Meisterin im Moguls. In der Saison 2006/07 erreichte sie in Voss mit dem Plätzen 17 und 16 im Moguls ihre besten Platzierungen im Weltcup und zum Saisonende mit dem 26. Platz im Moguls-Weltcup ihr bestes Gesamtergebnis. Beim Saisonhöhepunkt, den Weltmeisterschaften 2007 in Madonna di Campiglio, kam sie auf den 18. Platz im Moguls und auf den 17. Rang im Dual Moguls. Bei den Weltmeisterschaften 2009 in Inawashiro belegte sie den 21. Platz im Dual Moguls sowie den 20. Rang im Moguls und bei den Olympischen Winterspielen 2010 in Vancouver den 25. Platz im Moguls. Ihren 33. und damit letzten Weltcup absolvierte sie im Januar 2010 in Deer Valley, welchen sie auf dem 39. Platz im Moguls beendete.
Ihre Schwester Nikola Sudová war ebenfalls als Freestyle-Skierin aktiv.

## Erfolge

### Olympische Spiele
- 2006 Turin: 26. Platz Moguls
- 2010 Vancouver: 25. Platz Moguls

### Weltmeisterschaften
- 2005 Ruka: 17. Platz Dual Moguls, 27. Platz Moguls
- 2007 Madonna di Campiglio: 17. Platz Dual Moguls, 18. Platz Moguls
- 2009 Inawashiro: 20. Platz Moguls, 21. Platz Dual Moguls

### Weltcupwertungen
| Saison  | Gesamt | Gesamt | Moguls | Moguls |
| Saison  | Platz  | Punkte | Platz  | Punkte |
| ------- | ------ | ------ | ------ | ------ |
| 2003/04 | 110.   | 2      | 34.    | 22     |
| 2004/05 | 106.   | 2      | 36.    | 24     |
| 2005/06 | 119.   | 2      | 36.    | 25     |
| 2006/07 | 71.    | 7      | 26.    | 60     |
| 2008/09 | 117.   | 3      | 32.    | 31     |

### Weitere Erfolge
- 1 tschechischer Meistertitel (2006 Moguls)